# Hiroaki Zakōji
 (septembre 2023).
Si vous disposez d'ouvrages ou d'articles de référence ou si vous connaissez des sites web de qualité traitant du thème abordé ici, merci de compléter l'article en donnant les références utiles à sa vérifiabilité et en les liant à la section « Notes et références ».
Hiroaki Zakōji (座光寺公明, Zakoji Hiroaki), né le 20 janvier 1958 à Tokyo et mort le 29 janvier 1987 dans la même ville, est un compositeur et pianiste japonais.

## Biographie
Hiroaki Zakoji est né le 20 janvier 1958 à Tokyo, au Japon. Il a passé une grande partie de sa jeunesse, de l'âge de 4 ans à 20 ans, à Hokkaidō. Son parcours musical a débuté très tôt, dès l'âge de 4 ans, lorsqu'il a commencé à étudier le piano. À partir de l'âge de 16 ans, il a approfondi ses connaissances en composition sous la tutelle de Masanobu Kimura.
En 1978, il a intégré le département musical de l'Université Nihon à Tokyo, où il a continué à étudier le piano avec Midori Matsuya et la composition avec Kiyohiko Kijima. Il a également bénéficié de l'encadrement de Roh Ogura à Kamakura. Après avoir obtenu son diplôme en 1982, Hiroaki Zakoji a organisé le Tokyo Shin-Wagaku Concert, au cours duquel il a interprété régulièrement ses propres compositions ainsi que celles de ses contemporains.
En 1984, ses compositions contemporaines ont été présentées à Bâle, en Suisse. L'année suivante, en 1985, il a été invité par la Société Internationale de la Musique Moderne à jouer sa pièce "Piano Piece I" (Op.28) à Bâle.
En avril 1986, Hiroaki Zakoji est retourné en Suisse, où il a composé et interprété sa pièce "Piano Piece III" (Op.36) à Arlesheim. Il a ensuite voyagé en Espagne et au Danemark, où il a rédigé un essai pour un journal musical. Deux de ses morceaux, "Composition II" (Op.11) et "Composition III" (Op.13), ont été diffusés sur une station de radio espagnole. En juin de cette même année, il a été sélectionné comme l'un des finalistes de la Compétition musicale internationale bouddhiste de Tokyo. Sa composition "Continuum" (Op.18) a été interprétée par l'Orchestre symphonique de Tokyo sous la direction de Hiroyuki Iwaki.
Le 29 janvier 1987, Hiroaki Zakoji décède neuf jours après avoir célébré son 29e anniversaire, des suites d'une attaque cardiaque à Tokyo. Il a laissé derrière lui un héritage musical composé de 38 œuvres. Ses enregistrements sont conservés au Centre de documentation de la musique moderne japonaise de Tokyo.
Le compositeur anglais James Stevens écrit : « son travail fut unique parce qu'en dehors de son style essentiellement contemporain, il fut en dehors des modes et de la plupart des autres compositeurs contemporains. Son travail était le produit d'une oreille interne exceptionnelle comme celle de Mozart.  Il balaya aussi les concepts traditionnels japonais: il fut capable de composer dans une égale lecture pour les orchestres de chambre, synthétique, symphonique ou pour les instruments traditionnels »

## Œuvres

### Morceaux d'Orchestres musicaux
- Petite symphonie pour cordes, op. 3 (1979)
- Conversion pour orchestre, op. 7 (1980)
- Meta polyphony pour orchestre, op. 10 (1981)
- Tied-Up Time pour orchestre, op. 32 (1982)
- Time-Space Continuum, op. 18 (1982) - 1re représentation : Compétition Internationale de Musique Bouddhiste de Tokyo (1986)

### Concertos
- Concerto pour piano, op. 21 (1983)
- Concerto de chambre pour violoncelle, op. 29 a (1985)
- Concerto de chambre pour violoncelle, op. 29 b (1985)

### Musique de Chambre
- Sonate pour flûte et piano, Op. 2 (1979)
- AME-NO-UZUME, Musique pour piano, soprano, 3 percussions et 7 instruments à vent, Op. 4 (1980)
- Symphonie de chambre, Op. 5 (1980)
- Composition I, "From the Inside of Silence" ("A l'intérieur du Silence") (flûte, violon, piano), Op. 8 (1981)
- Quatuor à cordes, Op. 9 (1981)
- Quatuor à cordes, Op. 12 a (1981)
- Prélude et fugue pour quatuor à cordes, Op. 12 b (1981)
- Composition III, "KE" (shakuhachi, koto), Op. 13 (1981)
- Time in the Time, pour deux marimbas, Op. 17 (1982)
- Prélude pour cordes, Op. 20 (1982)
- Trio pour piano, (piano, flûte, violon), Op. 23 (1983)
- Quintette, (flûte, clarinette, violon, violoncelle, piano), Op. 24 (1983)
- Composition V, Op. 26 (1983)
- Monodia, (flûte, piano), Op. 31 (1985)
- Suite pour Instrument Traditionnel, (traverso, Va.da.Gamba, Cembalo), Op. 34 (1986)
- Composition VI, (shakuhachi, Koto, Piano), Op. 37 (1986)
- Morphologie pour 2 pianos, Op.38 (1986)

### Morceaux de Musique solo
- Composition II, MYO, (shakuhachi édition /Fl edition), Op. 11 (1981)
- Composition IV, Holy Dance, (Solo Percussion), Op. 14 (1982)
- Variations pour violoncelle solo, Op. 16 (1982)
- Mono-morphologie I, FUJYU, (flûte solo / shakuhachi solo), Op. 22 (1983)
- Mono-morphologie II, (Guitare solo), Op. 27 (1983)
- Pièce pour Piano I, Op. 28 (1985)
- Pièce pour Piano II, Op. 30 (1985)
- AYA, pour koto solo, Op. 35 (1986)
- Mono-morphologie III pour hautbois solo, Op. 33 (1986)
- Pièce pour Piano III, Op. 36 (1986)

### Chants solo
- Trois chants, mise en musique de poèmes de Chūya Nakahara (soprano, piano), Op. 1 (1978)
- Death and Smile, poème de Makoto Ooka, (baryton, piano), Op. 6 (1980)
- Deux chansons chantées par le prince Karu, (ten, pf), Op. 15 (1982)
- De l'abîme de la mort, poème de Jun Takami, (voix, piano), Op.19 (1982)

### Pièces pour Chœurs
- Célébration pour les morts, (orchestre et chœur), Op.25 (1983)
- Invention (1985)